# Пещера Асланбека
Пещера Асланбека расположена в Краснодарском крае на территории Кавказского заповедника в восточном склоне горы Фишт. Протяжённость 482 м, проектировочная длина 400 м, глубина 86 м, площадь 600 м², объём 40000 м³. Названа в честь Аслана Хаджимосовича Багова — первого мастера спорта СССР по туризму в Республике Адыгея. Открыта для экскурсий.

## Описание
Пещера Асланбека находится у подножия массива Фишт, с юго-восточной стороны. Она расположена примерно в 2 километрах к юго-юго-западу от приюта Фишт и относится к пещерам Южного плато, хотя это отношение сомнительно и относится к ней с долей условности. Вход в пещеру направлен на восток и находится в нижней части скалы. К нему можно подойти, спускаясь по травянистому склону, который лежит ниже уровня входа. Ширина и высота входа составляют приблизительно 10 метров.
Внутри пещера развивается под небольшим наклоном вверх. В начале основного хода наклон составляет приблизительно 20 градусов, а затем становится более пологим. В средней части основного хода, отходящей вправо (на север), находится боковая ветвь, которая переходит в широкий восходящий колодец. К сожалению, о многом известно мало о этой ветви, однако известно, что удалось подняться на примерно 50 метров. В процессе исследования был обнаружен верхний вход, который открывается в скальной стене и поэтому недоступен с поверхности. Летом в пещере иногда ощущается пульсирующая тяга воздуха от верхнего входа к основному. Классификация данной пещеры относится к коррозионно-эрозионным пещерам-источникам.

## История исследования
Первое упоминание о пещере Асланбека появилось в 1910 году в работе студента Н. А. Морозова, который занимался геологическими исследованиями Фишта и Оштена.
В 1972 году экспедицией Дома пионеров Кунцевского района Москвы под руководством Д. Л. Никифорова было выполнено спелеологическое обследование и документирование пещеры Асланбека.
В отчете от 29 июня — 12 июля 1974 года, составленном А. Е. Петровым о работе экспедиции Московской секции спелеотуризма в районе горы Фишт Северо-Западного Кавказа, были представлены топосъемка, фотографии и некоторые сведения о пещере Асланбека. Хотя отсканированный отчет сохранился, он имеет недостатки, такие как неточности, повреждения и низкое качество фотографий. Топосъемка была отсканирована по частям, которые немного отличаются масштабом и ориентацией друг относительно друга. Это усложняет их сборку в одно цельное изображение.
В августе 2020 года А. Ю. Рычагов и В. И. Жуков, работавшие в составе экспедиции спелеоклуба «Перово» под руководством М. Т. Султанова, обнаружили пульсирующую тягу из восходящей ветви пещеры Асланбека через вход наружу. В августе 2021 года следующая экспедиция, также под руководством М. Т. Султанова, исследовала восходящую ветвь и нашла второй вход в пещеру. Однако при этом не было выполнено новой топосъемки, и морфометрия полости основывается на старых данных, представленных в Кадастре 1986 года.
И, наконец, по результатам экспедиции в августе 2023 года под руководством М. Т. Султанова длина пещеры Асланбека увеличилась до 482 метров, а глубина достигла 86 метров.

## Галерея
- Пещера Асланбека в горе Фишт
- Памятная табличка Аслану Хаджимосовича Багову
- В пещере Асланбека
- В пещере Асланбека